# アリーナ (バンド)
アリーナ （Arena）は、1995年に結成されたイングランドのネオ・プログレッシブ・ロックの音楽グループである。バンドのスタイルは、シンフォニックからハードロックまで多岐にわたっている。

## 略歴
アリーナは、ペンドラゴンやシャドウランドのキーボード奏者クライヴ・ノーランと、1979年から1983年までマリリオンのオリジナル・ドラマーとして在籍したミック・ポインターによって1995年に結成された。他の創設メンバーは、ギタリストのキース・モア、ボーカリストのジョン・カーソン、ベーシストのクリフ・オルシであった。オルシはバンドに加入した年のうちにジョン・ジョーウィット（IQ）と交代し、カーソンとモアは1996年と1997年にバンドを脱退、それぞれポール・ライトソンとジョン・ミッチェル（フロスト*）と交代した。ジョーウィットとライトソンは1998年にバンドを去り、イアン・サーモンとロブ・ソウデンが代わって加入、1998年から2010年までバンドの最も安定したラインナップを形成した。2010年にソウデンに代わってポール・マンズィが加入して、このラインナップは終了した。2011年、ジョーウィットが脱退したサーモンに代わってバンドに復帰し、2014年になってカイラン・アモスに交代した。
バンドの歌詞のほとんどはノーランによって書かれているが、ポインターは最初の2枚のアルバムで「Sirens」や他のトラックに歌詞を提供した。
音楽的には、バンドのスタイルはシンフォニックからハードロックまで多岐にわたっている。バンドの最近のアルバムのいくつかは、ノーランの以前のバンド、シャドウランドに似たサウンドを持っている。
オールミュージックは、彼らを1990年代の群を抜いて優れたネオ・プログレッシブ・ロック・グループの1つと呼んでいた。

## メンバー
※2021年5月時点

### 現ラインナップ
- クライヴ・ノーラン (Clive Nolan) - キーボード、バック・ボーカル (1995年– )
- ミック・ポインター (Mick Pointer) - ドラム、バック・ボーカル (1995年– )
- ジョン・ミッチェル (John Mitchell) - ギター (1997年– )
- カイラン・アモス (Kylan Amos) - ベース (2014年– )
- ダミアン・ウィルソン (Damian Wilson) - リード・ボーカル (2020年– )

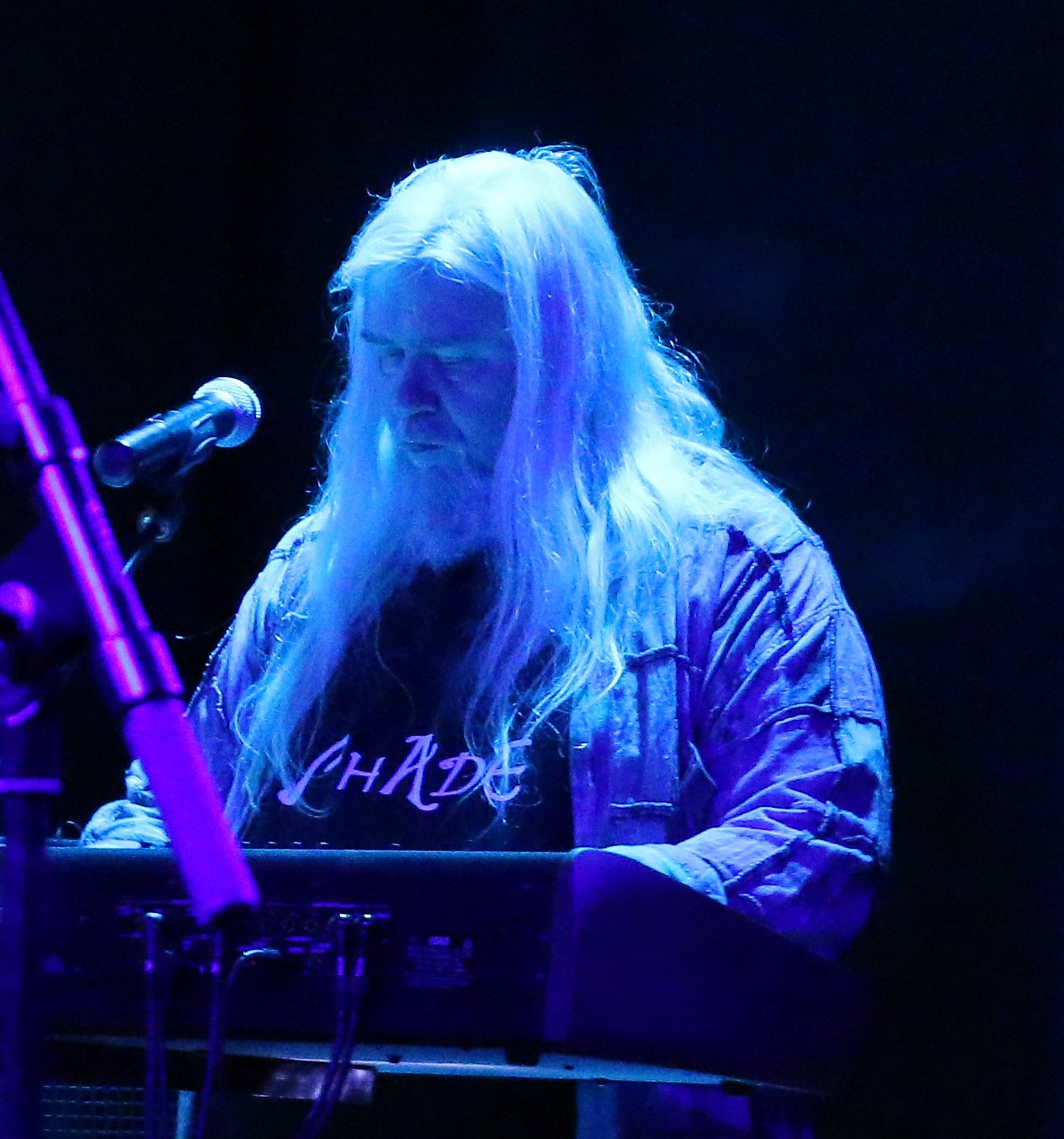
クライヴ・ノーラン(Key) 2019年
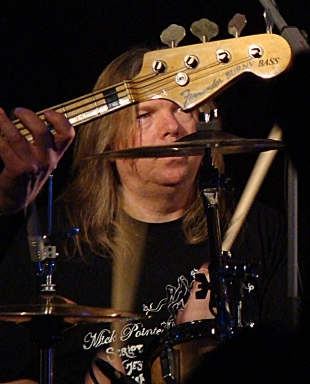
ミック・ポインター(Dr) 2009年
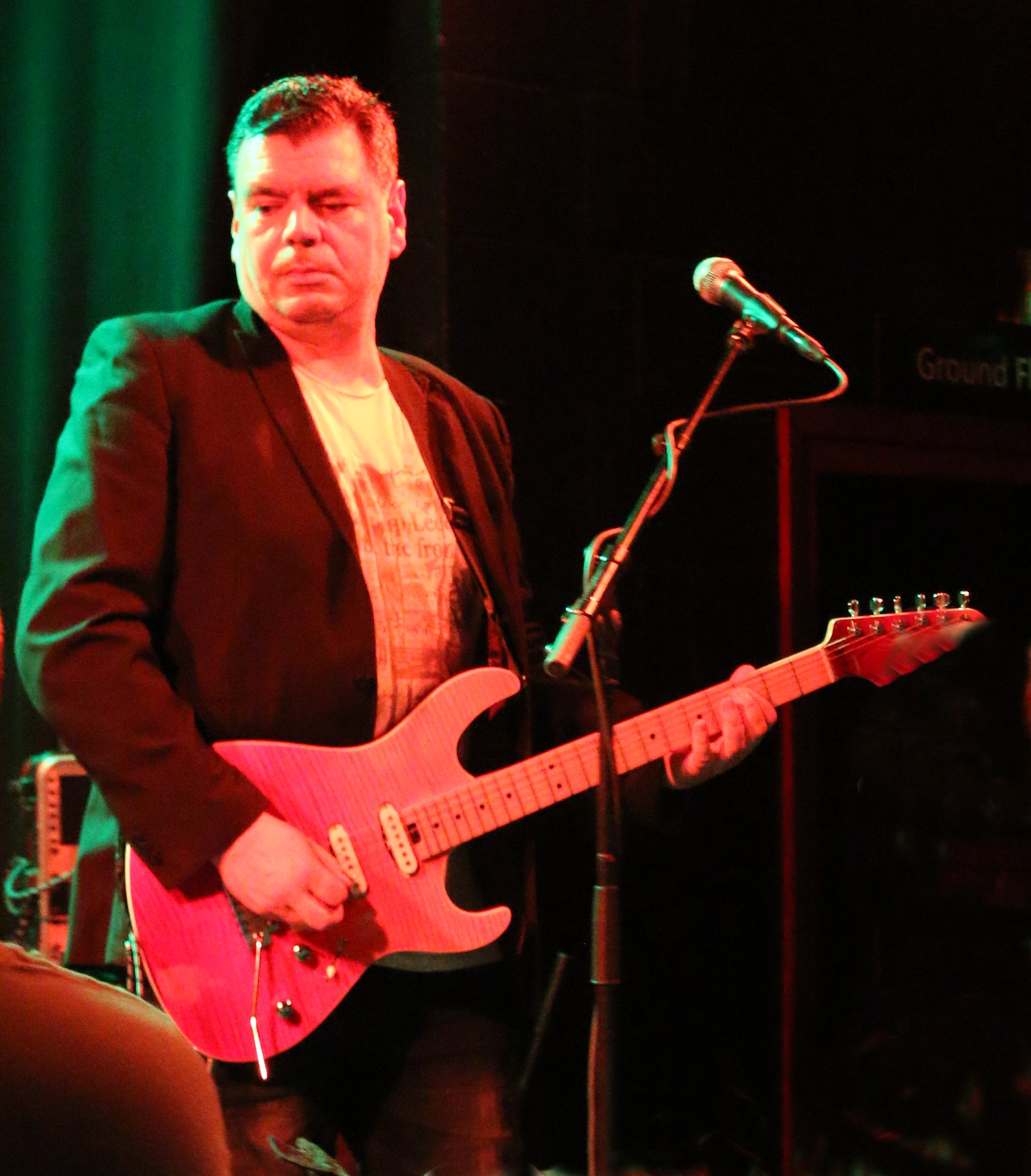
ジョン・ミッチェル(G) 2019年
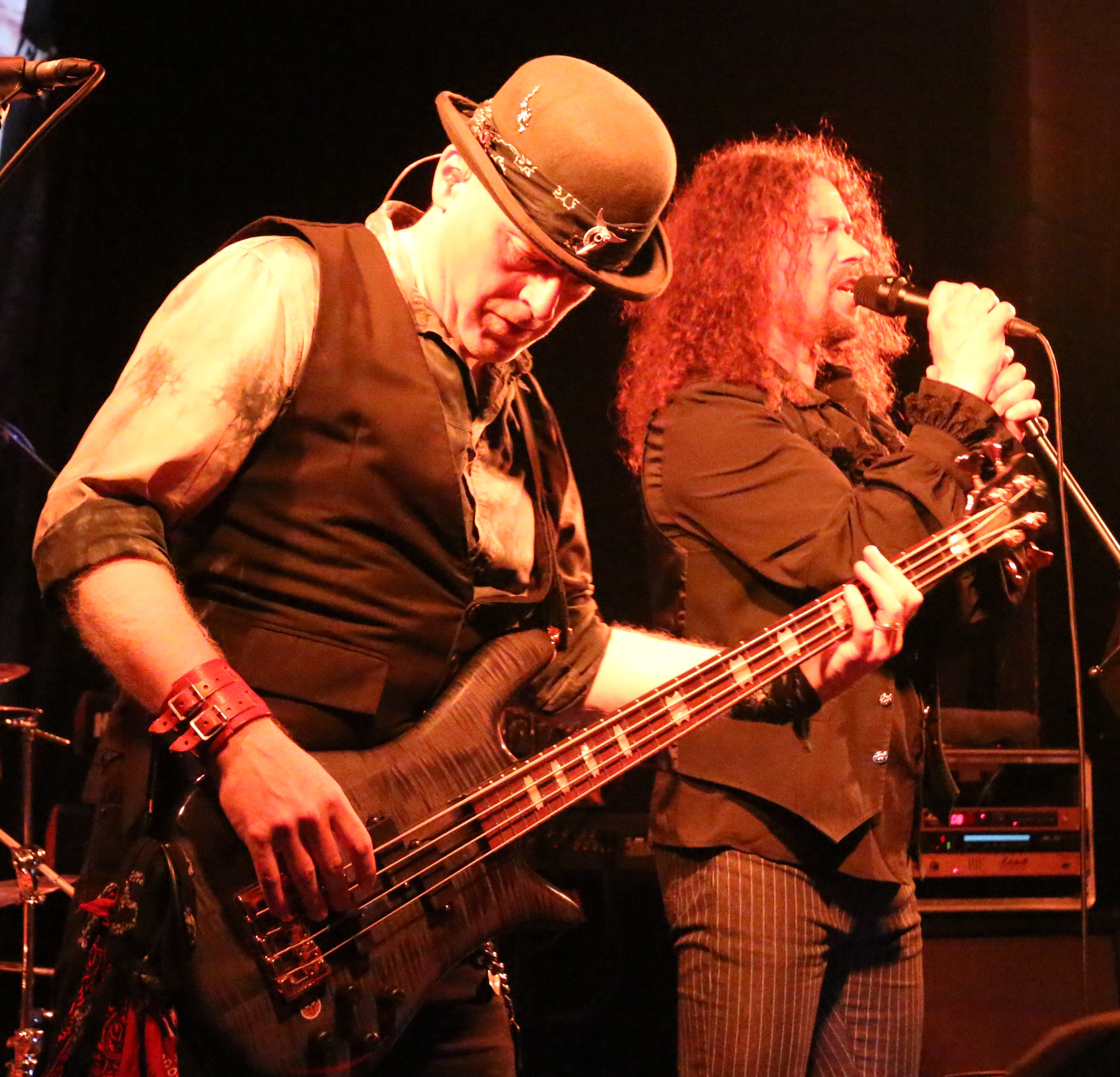
カイラン・アモス(B) 2019年
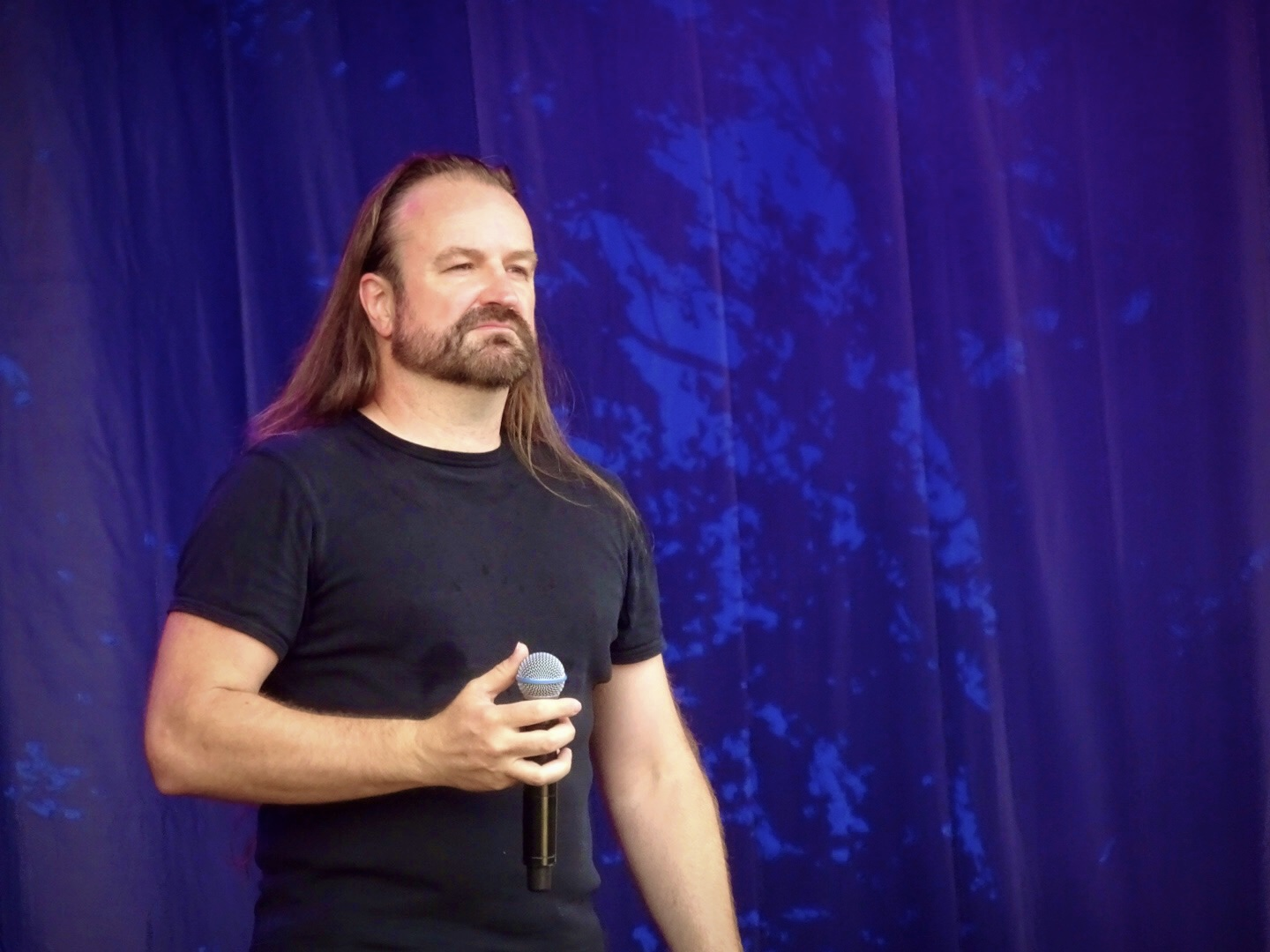
ダミアン・ウィルソン(Vo) 2019年

### 旧メンバー
- キース・モア (Keith More) - ギター、バック・ボーカル (1995年–1997年)
- ジョン・カーソン (John Carson) - リード・ボーカル (1995年–1996年)
- クリフ・オルシ (Cliff Orsi) - ベース (1995年)
- ジョン・ジョーウィット (John Jowitt) - ベース、バック・ボーカル (1995年–1998年、2011年–2014年)
- ポール・ライトソン (Paul Wrightson) - リード・ボーカル (1996年–1998年)
- イアン・サーモン (Ian Salmon) - ベース (1998年–2011年)
- ロブ・ソウデン (Rob Sowden) - リード・ボーカル (1998年–2010年)
- ポール・マンズィ (Paul Manzi) - リード・ボーカル (2010年–2020年)

## ディスコグラフィ

### スタジオ・アルバム
- 『ソングス・フロム・ザ・ライオンズ・ケイジ』 - Songs from the Lion's Cage (1995年)
- 『プライド』 - Pride (1996年)
- 『ザ・ヴィジター』 - The Visitor (1998年)
- 『インモータル?』 - Immortal? (2000年)
- 『コンテイジョン』 - Contagion (2003年)
- 『ペパーズ・ゴースト』 - Pepper's Ghost (2005年)
- 『ザ・セヴンス・ディグリー・オブ・セパレーション - 7次の隔たり』 - The Seventh Degree of Separation (2011年)
- The Unquiet Sky (2015年)
- Double Vision (2018年)
- The Theory of Molecular Inheritance (2022年)

### ライブ・アルバム
- Welcome to the Stage (1997年)
- 『ブレックファスト・イン・ピアリッツ』 - Breakfast in Biarritz (2001年)
- 『ライヴ・アンド・ライフ』 - Live & Life (2004年)
- 『アリーナ・ライヴ 2011/12』 - Arena: Live (2013年)
- Arena: XX (2016年)

### EP
- 『ザ・クライ』 - The Cry (1997年)
- Contagious (2003年)
- Contagium (2003年)

### コンピレーション・アルバム
- Ten Years On (2006年)

### ビデオ/DVD
- 『コート・イン・ジ・アクト』 - Caught in the Act (2003年) ※ライブ
- Smoke & Mirrors (2006年) ※ライブ
- Rapture (2011年) ※ライブ
- Arena: XX (2016年) ※ライブ
- Re-Visited (2018年) ※ライブ